# Vogelteich (Mühltal)
Der Vogelteich ist ein kleines Stillgewässer in der Gemeinde Mühltal im Landkreis Darmstadt-Dieburg in Hessen.

## Geographie
Der Vogelteich ist circa 65 m lang und circa 45 m breit, seine Wasserfläche beträgt circa 0,3 ha.
In dem Teich befindet sich eine Insel.
Entwässert wird der Teich vom Ohlebach (auch: Traisaer Bach).